# Giải vô địch bóng đá trẻ châu Á 1990
Giải vô địch bóng đá trẻ châu Á 1990 diễn ra tại Jakarta, Indonesia.  Hàn Quốc vô địch giải đấu lần thứ 7 sau khi đánh bại  CHDCND Triều Tiên.

## Vòng bảng

### Bảng A
| Đội               | ST | T | H | B | BT | BB | HS | Đ |
| ----------------- | -- | - | - | - | -- | -- | -- | - |
| Qatar             | 3  | 3 | 0 | 0 | 5  | 1  | +4 | 6 |
| CHDCND Triều Tiên | 3  | 2 | 0 | 1 | 9  | 3  | +6 | 4 |
| Ấn Độ             | 3  | 1 | 0 | 2 | 3  | 7  | −4 | 2 |
| Indonesia         | 3  | 0 | 0 | 3 | 3  | 9  | −6 | 0 |

| Ấn Độ | 1–4 | CHDCND Triều Tiên |
| ----- | --- | ----------------- |
|       |     |                   |

| Indonesia | 1–2 | Qatar |
| --------- | --- | ----- |
|           |     |       |

| CHDCND Triều Tiên | 5–1 | Indonesia |
| ----------------- | --- | --------- |
|                   |     |           |

| Qatar | 2–0 | Ấn Độ |
| ----- | --- | ----- |
|       |     |       |

| Ấn Độ | 2–1 | Indonesia |
| ----- | --- | --------- |
|       |     |           |

| CHDCND Triều Tiên | 0–1 | Qatar |
| ----------------- | --- | ----- |
|                   |     |       |

### Bảng B
| Đội      | ST | T | H | B | BT | BB | HS | Đ |
| -------- | -- | - | - | - | -- | -- | -- | - |
| Syria    | 3  | 1 | 2 | 0 | 7  | 3  | +4 | 4 |
| Hàn Quốc | 3  | 1 | 2 | 0 | 2  | 1  | +1 | 4 |
| Nhật Bản | 3  | 1 | 1 | 1 | 5  | 4  | +1 | 3 |
| Bahrain  | 3  | 0 | 1 | 2 | 1  | 7  | −6 | 1 |

| Bahrain | 0–4 | Syria |
| ------- | --- | ----- |
|         |     |       |

| Hàn Quốc | 1–0 | Nhật Bản |
| -------- | --- | -------- |
|          |     |          |

| Nhật Bản | 3–1 | Bahrain |
| -------- | --- | ------- |
|          |     |         |

| Syria | 1–1 | Hàn Quốc |
| ----- | --- | -------- |
|       |     |          |

| Nhật Bản | 2–2 | Syria |
| -------- | --- | ----- |
|          |     |       |

| Hàn Quốc | 0–0 | Bahrain |
| -------- | --- | ------- |
|          |     |         |

## Vòng loại trực tiếp
|  | Bán kết           | Bán kết           |                |       | Chung kết | Chung kết |
|  |                   |                   |                |       |           |           |
|  |                   |                   |                |       |           |           |
|  |                   |                   |                |       |           |           |
|  | Qatar             | 0                 |                |       |           |           |
|  | Qatar             | 0                 |                |       |           |           |
|  | Hàn Quốc          | 1                 |                |       |           |           |
|  | Hàn Quốc          | 1                 | Hàn Quốc (pen) | 0 (4) |           |           |
|  |                   |                   | Hàn Quốc (pen) | 0 (4) |           |           |
|  |                   | CHDCND Triều Tiên | 0 (3)          |       |           |           |
|  | Syria             | CHDCND Triều Tiên | 0 (3)          | 1     |           |           |
|  | Syria             |                   |                | 1     |           |           |
|  | CHDCND Triều Tiên | 2                 |                |       |           |           |
|  | CHDCND Triều Tiên | 2                 | Tranh hạng ba  |       |           |           |
|  |                   |                   |                |       |           |           |
|  |                   |                   |                |       |           |           |
|  |                   |                   |                |       |           |           |
|  | Syria             | 1                 |                |       |           |           |
|  | Syria             | 1                 |                |       |           |           |
|  | Qatar             | 0                 |                |       |           |           |

### Bán kết
| Qatar | 0–1 | Hàn Quốc |
| ----- | --- | -------- |
|       |     |          |

| Syria | 1–2 | CHDCND Triều Tiên |
| ----- | --- | ----------------- |
|       |     |                   |

### Tranh hạng ba
| Syria | 1–0 | Qatar |
| ----- | --- | ----- |
|       |     |       |

### Chung kết
| Hàn Quốc          | 0–0 | CHDCND Triều Tiên |
| ----------------- | --- | ----------------- |
|                   |     |                   |
| Loạt sút luân lưu |     |                   |
|                   | 4–3 |                   |

## Vô địch
| Giải vô địch bóng đá trẻ châu Á 1990 |
| ------------------------------------ |
| · Hàn Quốc · Lần thứ 7               |

- Hàn Quốc,  CHDCND Triều Tiên,  Syria tham dự Giải vô địch bóng đá trẻ thế giới 1991.  Hàn Quốc và  CHDCND Triều Tiên tham dự Cúp thế giới với tư cách là một đội thống nhất.